# Élections législatives de 2015 au Burkina Faso
Les élections législatives ont lieu le 29 novembre 2015 afin de renouveler les membres de l'Assemblée nationale du Burkina Faso. Organisées après le coup d'État manqué du 16 septembre, elles ont lieu le même jour que l'élection présidentielle.

## Mode de scrutin
Le Burkina Faso est doté d'un parlement unicaméral, l'Assemblée nationale, dont les 127 membres sont élus pour cinq ans au scrutin proportionnel plurinominal avec liste fermée. Sur ce total, 111 sièges sont répartis dans 45 circonscriptions plurinominales de deux à neuf sièges, tandis que les 16 autres sont pourvus au niveau d'une unique circonscription nationale. Après décomptes des voix, les différents sièges sont répartis sur la base du quotient simple, selon la méthode dite du plus fort reste, qui avantage les petit partis.

## Résultats
|                           |                                                                                            |           |       |        |        |        |               |  |  |
| Parti                     | Parti                                                                                      | Voix      | %     | Sièges | Sièges | Sièges | +/-           |  |  |
| Parti                     | Parti                                                                                      | Voix      | %     | R      | N      | Total  | +/-           |  |  |
|                           | Mouvement du peuple pour le progrès (MPP)                                                  | 1 096 814 | 34,71 | 49     | 6      | 55     | Nv            |  |  |
|                           | Union pour le progrès et le changement (UPC)                                               | 648 784   | 20,53 | 30     | 3      | 33     | 14            |  |  |
|                           | Congrès pour la démocratie et le progrès (CDP)                                             | 417 058   | 13,20 | 16     | 2      | 18     | 52            |  |  |
|                           | Nouvelle alliance du Faso (NAFA)                                                           | 130 963   | 4,14  | 1      | 1      | 2      | Nv            |  |  |
|                           | Union pour la renaissance/Parti sankariste (UNIR-PS)                                       | 118 662   | 3,76  | 4      | 1      | 5      | 1             |  |  |
|                           | Alliance pour la démocratie et la fédération/Rassemblement démocratique africain (ADF-RDA) | 96 614    | 3,06  | 2      | 1      | 3      | 15            |  |  |
|                           | Nouveau temps pour la démocratie (NTD)                                                     | 70 374    | 2,23  | 2      | 1      | 3      | Nv            |  |  |
|                           | Parti de la renaissance nationale (PRN)                                                    | 59 421    | 1,88  | 1      | 1      | 2      | 2             |  |  |
|                           | Parti pour la démocratie et le socialisme/Parti des bâtisseurs (PDS/Metba)                 | 58 589    | 1,85  | 1      | 0      | 1      | 1             |  |  |
|                           | Le Faso autrement (FA)                                                                     | 45 405    | 1,44  | 1      | 0      | 1      | en stagnation |  |  |
|                           | Parti pour le développement et le changement (PDC)                                         | 43 614    | 1,38  | 0      | 0      | 0      | Nv            |  |  |
|                           | Organisation pour la démocratie et le travail (ODT)                                        | 28 469    | 0,90  | 1      | 0      | 1      | en stagnation |  |  |
|                           | Union pour un Burkina nouveau (UBN)                                                        | 27 147    | 0,86  | 1      | 0      | 1      | Nv            |  |  |
|                           | Rassemblement pour la démocratie et le socialisme (RDS)                                    | 25 783    | 0,82  | 1      | 0      | 1      | en stagnation |  |  |
|                           | Front des forces sociales (FFS)                                                            | 21 030    | 0,67  | 0      | 0      | 0      | en stagnation |  |  |
|                           | Mouvement pour la démocratie en Afrique (MDA)                                              | 18 310    | 0,58  | 1      | 0      | 1      | Nv            |  |  |
|                           | Autres partis                                                                              | 252 613   | 7,99  | 0      | 0      | 0      | –             |  |  |
|                           |                                                                                            |           |       |        |        |        |               |  |  |
| Suffrages exprimés        | Suffrages exprimés                                                                         | 3 159 650 | 95,25 |        |        |        |               |  |  |
| Votes blancs et invalides | Votes blancs et invalides                                                                  | 157 543   | 4,75  |        |        |        |               |  |  |
| Total                     | Total                                                                                      | 3 317 193 | 100   | 111    | 16     | 127    | en stagnation |  |  |
| Abstentions               | Abstentions                                                                                | 2 199 822 | 39,87 |        |        |        |               |  |  |
| Inscrits / participation  | Inscrits / participation                                                                   | 5 517 015 | 60,13 |        |        |        |               |  |  |